# Lena Henke
Lena Henke (* 1982 in Warburg) ist eine deutsche Bildhauerin, Fotografin und Installationskünstlerin.
Henke hat unter anderem in der Kunsthalle Zürich, im Museum für Gegenwartskunst Siegen, im Bard Hessel Museum of Art, in der Schirn Kunsthalle Frankfurt und auf der 9. Berlin Biennale ausgestellt. Ihre Arbeiten sind zum Beispiel in der Sammlung des Whitney Museum of American Art, des ICA Miami und der Sammlung des Bundes vertreten.

## Leben und Ausbildung
Sie studierte an der Glasgow School of Art und der Frankfurter Städelschule und machte dort 2010 ihren Abschluss als Meisterschülerin bei Michael Krebber. Heute lebt sie in Berlin und New York City und beteiligte sich an mehreren internationalen Ausstellungen.

## Werk
Lena Henke testet die Bedingungen und Möglichkeiten der Bildhauerei mit technisch innovativen Herstellungsverfahren aus. Zugleich erweitert sie den Bedeutungsbereich traditioneller Skulptur mit Fragen zur Weiblichkeit und zur Produktion von Machtverhältnissen im Stadtraum. Die Möglichkeiten der Plastik und Bildhauerei dienen Henke dabei als Grundlage, um das (Ab-)Formen von Körpern als einen veränderbaren Prozess des Gestaltens zu begreifen. Das heißt, in Werkgruppen wie ihren Hoofs, Boobs und Sand Bodies kommt die Werk-Werdung des Werks zur Darstellung, es verbinden sich Motive der Mimesis und Phantasmagorie, und es zeigt sich, dass die Künstlerin sich nicht an Idealvorstellungen orientiert, sondern skulpturale Gestalten nach ihren subjektiven Vorstellungsbildern entwirft. Dabei arbeitet sich Henke nicht nur am männlichen Mythos ab, sie arbeitet auch mit den historischen Traditionslinien – der Sockel- und Raumfrage –, um die Logik von skulpturaler Repräsentation und Darstellbarkeit zu befragen. Selbstbewusst hält sie die Zügel in der Hand, kontrolliert die Darstellung von Frauenkörpern, die Symbolkraft des Pferdes und greift in die Wirkungsmechanismen urbaner Architekturen ein. Es sind Henkes tiefgreifende Reflexionen über das Vermögen des Skulpturalen, die es ihr im Umkehrschluss erlauben, Urbanität als eine historisch gewachsene Skulptur zu verstehen, deren soziale In- und Exklusionsmechanismen sich mit gezielten Eingriffen verändern und neu bestimmen lassen. Entsprechend verlegte Henke die Eingänge zu ihren Einzelausstellungen (im Kunstverein Braunschweig und Dortmunder Kunstverein) und intervenierte mit ihren Streetsigns in die Psychologie bestehender Stadtstrukturen (wie zuletzt in Siegen). Im Diesseits von gesellschaftlichen und architektonischen Machtstrukturen öffnen Henkes Werke einen lustvollen Imaginationsraum, in dem schließlich auch das Skulpturale eine Erweiterung qua feministisch-biografischer Perspektive und damit eine neue Aktualität erfährt.

## Ausstellungen (Auswahl)
- 2023/24 in der Lippold-Galerie: Lena Henke. Good Year. Marta-Preis der Wemhöner Stiftung, Marta, Herford
- 2020 Frieze Sculpture at Rockefeller Center, New York
- 2019 Kunsthalle Bielefeld: L'homme qui marche
- 2019 Museum für Gegenwartskunst Siegen
- 2019 Lustwarande ’19, Tilburg
- 2018 Whitney Museum, New York: Between the Waters
- 2018 Kunsthalle Zürich[10]
- 2018 Bard Hessel Museum of Art, New York: In and Out of Place
- 2018 Kunstmuseum Luzern: Ab auf die Insel!
- 2017 Kunsthalle Schirn, Frankfurt
- 2016 13th Fellbach Small Sculpture Trienniale, Stuttgart: FOOD – Ecologies of the Everyday
- 2016 Real Fine Arts, New York: Heartbreak Highway
- 2016 S.A.L.T.S. in Basel: My History of Flow[11]
- 2016 Kunstverein Braunschweig: Available Light[11]
- 2016 9th Berlin Biennale: The Present In Drag
- 2016 Manifesta 11, Zürich: WHAT PEOPLE DO FOR MONEY: SOME JOINT VENTURES
- 2015 New Museum Triennal, New York: Surround Audience
- 2015 Socrates Sculpture Park, New York.[12]
- 2014 Kunsthalle Bern: Revelry
- 2014 White Flag Projects, St. Louis: GEBURT UND FAMILIE
- 2014 Skulpturenmuseum Glaskasten Marl: Yes I'm pregnant
- 2013 The Artist's Institute, New York: On Thomas Bayrle
- 2013 Skulpturenpark, Köln
- 2013 MOCA, Miami: Love of Technology
- 2012 Kunstverein Oldenburg: Core, Cut, Care[13]
- 2012 Neuer Aachener Kunstverein: Hang Harder[13]
- 2011 KW Institute for Contemporary Art, Berlin: KW69 #3
- 2010 UCLA, Los Angeles: The 2010 New Wight Biennial

## Öffentliche Sammlungen (Auswahl)
- Sammlung des Bundes[14]
- Whitney Museum of American Art[15]
- Bard Museum in Annandale-on-Hudson, New York, USA[16]
- Institute of Contemporary Art Miami[17]
- Modern and contemporary Art Museum in Geneva[18]
- Sammlung Verbund Wien[19]
- Socrates Sculpture Park in Queens, New York[20]
- Skulpturenpark Köln[21]
- Skulpturenmuseum Glaskasten in Marl[22]

## Publikationen (Monografien)
- Lena Henke: My Fetish Years, Spector Books, 2020
- LENA HENKE “SCHIRN ROTUNDE”, VfmK Verlag für moderne Kunst, 2017
- Lena Henke 2010-2015, Verlag Kettler, 2015
- Yes, I’m pregnant!, Kunststiftung NRW, 2014
- FIRST FACES, NAK Neuer Aachener Kunstverein, 2012

## Auszeichnungen
- 2021 Marta-Preis der Wemhöner Stiftung, Herford[23]
- 2019 Pollock-Krasner Foundation Grant
- 2018 Rubensförderpreis der Stadt Siegen
- 2015 GWK-Förderpeis Kunst Dortmunder Kunstvereins